# Lovec démonů
Lovec démonů (anglicky: Frailty - slabost) je psychologický thriller z roku 2001, který režíroval Bill Paxton. Hrají Bill Paxton (otec Meiks) a Matthew McConaughey (syn Fenton).

## Děj
Agenta FBI Wesleyho Doylea (Powers Boothe) během vyšetřování série vražd v Texasu vyhledá mladík (Matthew McConaughey), který se představí jako Fenton Meiks, jenž tvrdí, že zná identitu hledaného sériového vraha nazývaného „Ruka boží“. Byl jím jeho bratr Adam, který zavraždil řadu lidí a potom sám sebe. Film je z části retrospektivním pohledem na 20 let staré události, kdy Fentnova otce v noci osloví anděl s tím, že si jej Bůh vyvolil, aby na Zemi skoncovali s démony. Postupně jim bude dávat seznam na Zemi žijících démonů, které mají „neutralizovat“. Vše se nezamlouvá 12letému Fentonovi, který si myslí, že je jeho otec obyčejný vrah a pokusí se ho udat policejnímu šerifovi. Šerif chlapci nevěří, ale na naléhání Fentona si jde prohlédnout protibouřkový úkryt - kde se mají hrozné vraždy odehrávat. Šerif nic nenalézá, a tak odchází, ale při odchodu je Fentnovým otcem usmrcen. Vraždy po čase pokračují, stejně tak sílí odpor malého Fentona k hrůzným činům. Otec dostává poselství od anděla, že je Fenton také démon, on mu však nevěří a stále se snaží, aby Fenton spatřil pravdu. Zamyká jej tedy do protibouřkového krytu na více než týden ve snaze nalézt Boha. Fentona vysvobodí jeho otec, poté co je na pokraji smrti, Fenton poté tvrdí, že spatřil Boha, který mu vyjevil tento plán. Podílí si tedy na únosu dalšího démona, ale když dojde na usmrcení démona, zabijí svého vlastního otce.
Po 20 letech tedy přichází Fenton s agentem FBI na hrůzné pohřebiště, ale místo vyšetření vražd je agent usmrcen, protože byl na seznam dalších démonů – zabil totiž chladnokrevně svoji matku. Před svojí smrtí se agent dozvídá, že před ním nestojí Fenton, ale jeho mladší bratr Adam, který pokračoval v otcově úkolu, a poté co mu Bůh dal na seznam démonů i jeho bratra Fentona, „neutralizoval“ i jeho. I když si Adam de facto přišel pro agenta na stanici FBI, kde jsou kamery, nebyl odhalen, protože Bůh rozmazal záznam z videokamer.